# Captain William Moore Bridge
Captain William Moore Bridge je most na Klondike Highway, vzdálený 27 km od obce Skagway ve státě Aljaška v USA. Jedná se o zavěšený most, který překonává soutěsku Moore Creek Gorge. Dlouhý je 34 m. 
Most byl vybudován v roce 1976 a na začátku 21. století se velmi značně zhoršil jeho technický stav. Jeho náhrada byla budována v letech 2016 až 2019, poté původní most začal sloužit pouze pro pěší. 